# خيول مورجان
خيول مورجان هي واحدة من أقدم سلالات الخيول التي تم تطويرها في الولايات المتحدة. وهذه السلالة، التي تعود في شكلها إلى الفحل، والتي أطلق عليها فيما بعد اسم أفضل مالك معروف لها، وهو جوستين مورجان (Justin Morgan)، قد أثرت على العديد من السلالات الأمريكية الأخرى، بما في ذلك خيول كوارتر (Quarter) ووخيل تينيسي للمشي والسلالة القياسية. وقد كانت تستخدم كخيول في سلاح الفرسان أثناء الحرب الأهلية الأمريكية، في كلا جانبي الصراع. وخلال القرن التاسع عشر والقرن العشرين، تم تصديرها إلى العديد من الدول، بما في ذلك إنجلترا، حيث أثرت على تربية خيول هاكني (Hackney). وفي عام 1907، قامت وزارة الزراعة الأمريكية بإنشاء مزرعة خيول مورجان في ميديلبيري، في فيرمونت لغرض إدامة وتحسين سلالة مورجان، وتم نقل المزرعة فيما بعد إلى جامعة فيرمونت. وأول تسجيل للسلالة بدأ في عام 1909، ومنذ ذلك الحين، تطورت العديد من المنظمات في الولايات المتحدة وأوروبا والأوقيانوس. وهناك ما يقدر بـ 175 ألفًا من خيول مورجان في مختلف أرجاء العالم حسب إحصاء عام 2005.
وسلالة مورجان هي سلالة صغيرة ومحسنة، وبشكل عام، يكون لونها كستنائي أو أسود أو بني محمر، رغم أنها تتخذ ألوانًا متعددة، بما في ذلك أنواع متعددة من خيول (pinto) بينتو. وهي تستخدم في العديد من المسابقات الإنجليزية والغربية، وهي تشتهر بتنوعها. وتعد سلالة مورجان هي الحيوان الرسمي لولاية فيرمونت وهي الخيل الرسمي لولاية ماساتشوسيتس. وقد أشار كتاب الأطفال البارزين، بما في ذلك مارجريت هنري (Marguerite Henry) وإيلين فيلد (Ellen Feld)، إلى سلالة مورجان في كتبهم، وقد تم تحويل كتاب هنري Justin Morgan Had a Horse إلى فيلم اسمه ديزني (Disney).

## كتابات أخرى
- Mellin, Jeanne. The Complete Morgan Horse

## وصلات خارجية
- The American Morgan Horse Association
- Canadian Morgan Horse Association
- Foundation Morgan Horse Society
- The Lippitt Club
- Rainbow Morgan Horse Association for Colorful Morgans
- National Morgan Pony Registry
- Lippitt Morgan Breeders Association